# Иорданский, Виктор Николаевич
Виктор Николаевич Иорданский (1900—1974) — советский учёный в области создания материалов для ракетно-космической
техники, участник создания и запуска первого в мире искусственного спутника Земли (1957) и первого в мире полёта космического корабля-спутника Восток с человеком на борту (1961), доктор технических наук (1959), профессор (1966). Лауреат Государственной премии СССР (1973). Заслуженный деятель науки и техники РСФСР (1967).

## Биография
Родился 19 декабря 1900 года в городе Усмань Тамбовской губернии.

### Образование
С 1917 года после окончания гимназии работал литейщиком Меленского горного завода Приокского горного округа. С 1922 по 1927 год обучался в 
Московском высшем техническом училище, был учеником профессора В. Е. Грум-Гржимайло. 

### На Заводе №8
С 1927 по 1937 и с 1939 по 1941 год работал на Заводе № 8 НКВ СССР в должностях — помощник начальника инструментальных мастерских и начальник цеха, занимался организацией литья артиллерийских стволов для зенитных и противотанковых пушек. С 1937 по 1939 год работал в Ленинградском НИИ-13 в должностях — старший инженер и руководитель группы, где занимался исследованиями в области испытаний металлов и сплавов.
В период Великой Отечественной войны с 1941 по 1944 год работал на Заводе № 235 НКОП СССР в должности — начальника металлургического цеха, был участником производства противотанковых пушек 53-К и дивизионных пушек ЗИС-3.
С 1944 по 1947 год работал на Заводе № 8 НКОП СССР в должности главного металлурга этого завода, в 1946 году В. Н. Иорданский в составе группы советских специалистов по изучению остатков немецких баллистических ракет Фау-2 находится в командировке в Германии, по окончании которой принимал непосредственное участие в создании Научно-исследовательской лаборатории материаловедения, занимавшейся работами по созданию ракетной,  реактивной техники и вооружения.

### В НИИ-88 и вклад в развитие ракетно-космической техники
С 1947 по 1972 год на научно-исследовательской работе в НИИ-88 (с 1967 года — Центральный научно-исследовательский институт машиностроения) в должности начальника отдела материаловедения, руководителя лаборатории и старшего научного сотрудника этого отдела. Под руководством и при непосредственном участии В. Н. Иорданского проводились работы в области создания материалов для первых советских баллистических ракет, в том числе в создании первой баллистической ракеты Р-1, баллистической оперативно-тактической ракеты Р-2, жидкостной одноступенчатой БРСД наземного базирования Р-5, Р-7 и РТ-2, а так же первых стратегических ракет морского базирования.
В. Н. Иорданский в соавторстве материаловедами из ОКБ-1 и ЦИАМ впервые в Мире решили проблему тепловой защиты головных частей ракет от аэродинамического нагрева при входе в атмосферу, применив абляционное покрытие из асбопластика на головной части баллистической ракеты Р-5, этот метод впоследующем был успешно
реализован в конструкциях спускаемых аппаратов космических кораблей, предназначенных для пилотируемых полётов по околоземной орбите «Восток», «Восход», «Союз», а так же для разведывательных космических аппаратов «Зенит», серии космических аппаратов автоматических межпланетных станций типа «Зонд», «Венера» и «Марс».
27 декабря 1957 года Указом Президиума Верховного Совета СССР 
«За заслуги в деле создания и запуска в Советском Союзе Первого в Мире искусственного спутника Земли» В. Н. Иорданский  был награждён Орденом «Знак Почёта».
17 июня 1961 года Указом Президиума Верховного Совета СССР «За успешное выполнение специального задания Правительства по созданию образцов ракетной техники, космического корабля-спутника "Восток" и осуществление первого в мире полета этого корабля с человеком на борту» В. Н. Иорданский  был награждён Орденом Ленина.
7 ноября 1973 года Постановлением ЦК КПСС и СМ СССР «За создание металлических материалов для ракетно-космической техники» В. Н. Иорданский  был
удостоен Государственной премии СССР.

### Педагогическая деятельность
В 1947 году В. Н. Иорданский  защитил диссертацию на соискание учёной степени кандидат технических наук, в 1959 году — доктор технических наук. С 1966 года на педагогической работе в МВТУ имени Н. Э. Баумана в качестве профессора кафедры материаловедения, был организатором научной школы ракетно-космического материаловедения на этой кафедре, был членом Учёного совета ЦНИИ машиностроения.
Скончался 2 июня 1974 года в городе Королёве, Московской области.  Похоронен в г. Королев Московской области на Болшевском кладбище  вместе с женой.

## Награды
- Орден Ленина (17.06.1961)
- Орден Трудового Красного Знамени
- Орден Красной Звезды
- два Ордена «Знак Почёта» (в том числе 27.12.1957)
- Медаль «За победу над Германией в Великой Отечественной войне 1941—1945 гг.»

### Премия
- Государственная премия СССР (7.11.1973)

### Звания
Заслуженный деятель науки и техники РСФСР (1967)

## Семья
- Супруга М. А. Новицкая (1901—1979) — инженер-химик, кандидат технических наук
- Сын Иорданский Сергей Викторович (1929) -доктор физико-математических наук, профессор, заведовал кафедрой проблем теоретической физики МФТИ.  Заслуженный деятель науки РФ.
- Брат А. Н. Иорданский (1903—1971) — доктор технических наук, лауреат Сталинской премии